# Eden Baldwin
Eden Baldwin (anciennement Gerick) est un personnage de fiction du feuilleton télévisé Les Feux de l'amour. Elle a été interprétée par Erin Sanders du 19 août 2008 au 19 novembre 2008, puis par Vanessa Marano du 3 décembre 2008 au 22 janvier 2010 et enfin par Jessica Heap du 28 juin 2011 au 31 janvier 2013.

## L'arrivée d'Eden
- Eden Gerick est la fille de Lowell Baldwin et la demi-sœur de Michael Baldwin. Elle arrive à Genoa pour soutenir son père en 2008 pour son procès. Cependant, son frère, qui ne connait pas son existence, s'oppose à ce que leur père soit remis en liberté. Eden devient alors furieuse contre son frère et lui dit en face. Désormais, elle n'a plus où aller habiter, elle vit donc chez Michael et Lauren. Au bout de quelque temps, elle comprend l'opinion de son frère sur son père et comprend qu'il sera toujours là pour elle. Lowell finit par s'évader et lui dit qu'elle sera mieux avec Micheal & Lauren avant de partir en cavale. À partir de là, Eden commence à se faire appeler Eden Baldwin. Plus tard, elle rencontre Noah Newman qui devient son ami puis son petit-ami. Les parents de ce dernier s'opposent à leur relation.
- Début 2009, Noah et Eden mentent à Michael Baldwin et Phyllis leur disant que chacun va chez l'autre. En fait Eden a eu l'idée d'aller patiner sur le lac alors qu'une tempête se prépare. La glace va se rompre alors que Noah patine ; Eden va chercher de l'aide, Brad qui passait par là entend des cris et découvrant Noah essaie de le sortir de l'eau glacée. Brad tombe dans l'eau ; Eden retrouve Noah inconscient. Alors que tout le monde cherche Brad, Noah se réveille mais ne se rappelle pas ce qui s'est passé, Brad est retrouvé mort de froid.
- Abby en veut à Eden qu'elle rend coupable de la mort de son père. Noah et Eden font l'amour mais sont surpris totalement nus par Nick et Phyllis.
- Durant l'été 2009, Abby, Eden, Summer et Noah posent pour le magazine de mode de Nick, Restless Style, Abby fait la couverture.
- En janvier 2010, Noah et Eden frôlent la mort une nouvelle fois : alors qu'ils passent la soirée ensemble à la maison des Carlton, Daisy met le feu à la maison pour se débarrasser d'Eden, qui a de gros soupçons à son égard, en rallumant une bougie du salon qu'elle avait éteinte. Heureusement, Sharon rentre chez elle au même moment, accompagnée d'Adam et Ashley. Adam sauve Eden et Noah in extremis.
- Juste après, Eden décide de quitter Genoa pour Paris pour y rencontrer sa famille maternelle durant plusieurs mois. Elle en parle donc à Noah. Noah est contre cette idée mais ne la retient pas car il sait l'importance que ça a pour Eden. Celle-ci lui en voudra de ne pas plus la retenir et pensera qu'il ne tient pas à elle comme elle. Finalement ils s'expliqueront et Eden partira. Néanmoins, leur relation ne semble pas être compromise. Peu de temps après, Noah demande à ses parents s'il peut rejoindre Eden à cause de l'ambiance familiale (à ce moment-là, le couple Adam-Sharon était contre tous puis Victor avait frappé Adam devant tout le reste de la famille). Ils acceptent et Noah s'envole donc pour Paris.
- En septembre 2010, Noah, devenu adulte, revient à Genoa sans Eden. Il avoue à ses parents qu'il a quitté Eden car ça n'allait plus entre eux.
- Régulièrement, Michael appelle sa sœur pour prendre des nouvelles.

## Le retour d'Eden
- En juin 2011, Michael, qui n'a plus de nouvelles d'Eden depuis plusieurs semaines, appelle sa tante Juliette en pensant qu'il pourrait parler à sa sœur. Mais, elle lui annonce qu'Eden est parti voyager depuis quelque temps maintenant et qu'elle ne sait pas où elle est exactement. Au même moment, Victor emmène Abby dans un centre de désintoxication dans le Connecticut pour l'empêcher d'avouer à la police que c'est elle qui a renversé Tucker McCall et non sa mère. Peu après son arrivée, Abby croise Eden dans le centre. Elle n'en revient pas qu'elle soit rentrée aux États-Unis et qu'elle n'ait prévenu personne. Eden lui avoue qu'elle est ici depuis quelques mois afin de traiter son problème de boulimie. Mais elle ne souhaite pas que sa famille soit au courant, ni Noah d'ailleurs. Les deux jeunes filles entretiennent des rapports conflictuels pendant le peu de temps qu'elles restent ensemble dans le centre. Mais elle finissent pas s'entendre.
- Le 29 juin 2011, la coach d'Eden lui apprend que sa tante lui a payé un billet d'avion pour Paris et qu'elle doit rentrer. À Genoa, Tucker sort du coma. Ashley est relâché et toutes les charges contre elle sont abandonnées. Noah souhaite en informer Abby mais n'arrive pas à la joindre. Victor lui apprend qu'elle est en cure de désintoxication. Il en parle alors avec Ashley qui, étrangement, lui demande de ne rien dire à Abby. Mais Noah ne l'écoute et se rend dans le centre pour tout lui dire. Abby décide alors de rentrer à Genoa avec lui. Cependant, Eden le voit et se cache. Abby, qui voit Eden se cacher, ne lui dit pas qu'elle est aussi dans le centre. Une fois Noah parti, Abby lui propose de partir avec eux mais Eden refuse. Pourtant, quand ils s'en vont, Eden appelle l'aéroport pour annuler son vol pour Paris et prendre un billet pour Genoa. Le lendemain, Abby et Noah sont au néon Ecarlate. Abby lui avoue alors qu'Eden était au centre de désintoxication avec elle mais qu'elle n'a pas voulu rentré à Genoa. Et pourtant au même  moment, Eden débarque au Néon Ecarlate. C'est tout d'abord Lauren qui la voit en premier. Elle demande à Michael et Kevin de les rejoindre. Ensuite, Eden se présente devant Noah, très étonné de la revoir. Quand Michael et Kevin arrivent, elle leur avoue à tous les trois qu'elle était en désintoxication depuis plusieurs mois déjà. Noah comprend alors que leur rupture n'est pas étrangère à sa boulimie. Bien qu'ils affirment que tout est fini entre eux, leurs proches sentent bien qu'ils restent quelque chose. Eden décide de s'installer chez Heather en attendant qu'elle revienne.
- Lorsque Sharon, la mère de Noah, revient à Genoa, alors que tout le monde la croyait morte, c'est elle qui le pousse à aller la voir en prison. Aussi, elle se montre jalouse quand elle voit Noah avec son amie Hunter, rencontrée à New-York. Quand Kevin lui propose un poste de serveuse au Néon Ecarlate, elle refuse. Mais lorsque Noah en parle à Hunter qui justement recherche un job, elle leur dit que Kevin lui a aussi proposé et qu'elle a déjà accepté. Kevin qui est là comprend son manège mais décide tout de même de l'engager. Après le retour d'Heather, Eden devient la colocataire de Kevin.
- Eden est toujours jalouse de Noah et de Hunter. Alors quand elle les voit proches pendant la soirée d'Halloween organisée par Victoria, elle embrasse Danny à pleine bouche pour le rendre jaloux.

## Les relations avec Danny et Kyle
- Eden et Danny deviennent amis proches. Kevin voit d'un mauvais œil leur rapprochement en sachant qu'Eden aime encore Noah. Cependant, celui-ci ne ressent plus les mêmes sentiments. En décembre 2011, il s'en va à New-York pour Jabot. Le soir même, Eden & Danny vont au cinéma mais tombent sur Cane & Lily, l'ex de Danny avec qui il s'était brièvement remis en couple. Gênés, ils s'en vont et rentrent chez Danny. Ils parlent des sentiments qu'ils éprouvent encore pour leurs ex-petit-amis respectifs. Danny lui montre un tableau qu'il a peint pendant qu'il était encore avec Lily qui a été son inspiration. Ils commencent à le déchirer ensemble et finissent par s'embrasser avant de faire l'amour à même le sol. Le lendemain, les deux s'accordent à dire que cette nuit ne représentait rien car ils cherchent une relation sans lendemain.
- Mais quelques semaines plus tard, Kevin quitte Chloe le jour de leur mariage. Danny commence alors à la soutenir et passe beaucoup de temps avec elle, ce qui agace Eden qui s'est finalement attaché à lui depuis qu'ils ont couché ensemble. Ricky remarque sa jalousie envers Chloe mais elle nie tout. Pour attirer l'attention de Danny, elle tente de le rendre jaloux avec Ricky mais en vain. Grâce à une photo que poste Angelina, Angelo apprend par son homme de main Dino qu'elle est près des chutes du Niagara avec Kevin. Cette nouvelle abat encore plus Chloé. Danny l'emmène lui changer les idées au Jimmy's. Ils boivent beaucoup et en sortant du bar, ils s'embrassent. Eden les voit et les prend en photo. Quelques jours plus tard, elle les confronte par rapport à leur baiser. Ils lui expliquent que c'est uniquement arrivé parce qu'ils étaient ivres mais qu'ils ne sont que des amis. Cependant, poussée par Ricky, elle envoie la photo à Kevin. Quelques semaines plus tard, Kevin revient à Genoa marié à Angelina. Personne ne comprend ce qui s'est passé. Eden se sent alors coupable mais Kevin lui assure que ce n'est pas à cause de la photo qu'il a épousé Angie. Après qu'Angelo leur ait acheté une maison, Kevin laisse son appartement à Eden. Elle propose alors à Ricky de vivre en colocation avec elle.
- En avril 2012, Kyle Abbott revient à Genoa. Il découvre que son père est en couple avec Nikki, la femme qui a tué sa mère en légitime défense. En signe de désapprobation de leur relation, Kyle s'installe chez Victor et se fait embaucher par Newman Entreprises. Eden et lui font connaissance et deviennent très rapidement proches. À peine quelques jours après son arrivée, ils couchent ensemble. Cependant, le 10 mai, elle le surprend en train de dire à William qu'il ne cherche pas d'engagement. Elle décide alors de tout arrêter avec lui, ayant déjà vécu cette expérience avec Danny. Plus tard dans la soirée, elle rencontre Ricky et apprend que c'est son anniversaire. Elle trouve une carte d'anniversaire près de lui envoyée par sa mère, psychopathe. Il lui dit en fait que c'est lui qui a écrit cette fausse carte pour berner son père. Au cours de leur discussion, il profère des menaces à l'égard de Phyllis, qui l'a renvoyé de Style & Effervescence. Effrayée par ce qu'elle vient d'entendre, elle lui demande de quitter l'appartement dès ce soir. Elle croise ensuite Danny, assez soucieux. Il lui dit qu'il a besoin d'un baiser; alors ils finissent par s'embrasser langoureusement dans un coin discret du bar. De loin, Kyle les voit. Mais soudain, Phyllis débarque avec Daisy et Lucy et Daisy lui annonce que Danny et elle viennent de se marier. Eden n'en revient pas et se sent trahie. Abby, également présente dans le bar, se moque d'elle puis découvre qu'elle a couché avec Kyle. Elle la traite de fille facile avant de partir.

## Eden en danger
- Daisy et Danny déménagent dans l'appartement de Danny. Ricky ordonne alors à Daisy de lui donner son ancien appartement gratuitement sinon il révèle qu'il a enlevé Lucy quelques minutes, la veille de l'audition pour sa garde, alors qu'elle était avec Danny de manière qu'elle conserve la garde exclusive. Daisy cède à son chantage et lui donne l'appartement tout en continuant à en payer le loyer. Eden découvre alors que Ricky vit désormais en face de chez elle. Le lendemain, il rentre chez elle et lui conseille de ne pas parler des menaces qu'il a faites à l'égard de Phyllis à Michael. Nerveuse, Eden lui ordonne de lui rendre ses clés, ce qu'il fait. Mais ce qu'elle ne sait pas, c'est qu'il en a fait un double.
- Peu après, Noah revient en ville. Lorsque Jack organise un barbecue chez lui, Noah voit Eden & Kyle ensemble et comprend qu'il s'est passé quelque chose entre eux. Un moment donné, il confie à Abby qu'il vit chez un ami à lui temporairement le temps de trouver quelque chose de mieux. Eden l'entend et lui propose alors de vivre avec elle en toute amitié étant donné qu'elle a une chambre de libre depuis qu'elle a viré Ricky. Elle avoue aussi qu'elle voudrait quelqu'un avec elle pour la protéger de Ricky, qu'elle trouve dangereux.